# XIe Brigade internationale
Ne doit pas être confondu avec Bataillon Thälmann.
La XIe Brigade internationale ou  Brigade Thälmann (à ne pas confondre avec le bataillon Thälmann), est l'une des unités principales des Brigades internationales, combattant aux côtés des républicains au cours de la Guerre d'Espagne. Son surnom vient d'Ernst Thälmann, leader du Parti communiste d'Allemagne sous la République de Weimar.

## Historique

### Création
La XIe Brigade internationale est la première à être formée et apparait le 22 octobre 1936 à La Roda. Il réunit à sa création différentes unités, comme le bataillon Edgar André, le bataillon Commune de Paris, ainsi que le bataillon Garibaldi. S'y ajoute rapidement le bataillon Dombrowski, puis le bataillon Asturies-Heredia. Le premier commandant en est Jean-Marie François, mais il est bien vite remplacé par Manfred Stern (alias général Kléber), chef historique de la brigade. On lui associe tout d'abord Giuseppe Di Vittorio, en tant que commissaire politique, remplacé par la suite par Hans Beimler.

### Bataille de Madrid
Dès sa création, la XIe Brigade internationale est envoyé défendre Madrid, alors qu'elle ne compte pas plus de 1 900 hommes. L'unité arrive le soir du 8 novembre, et défile sur la Gran Vía, avant de s'installer dans la cité universitaire de Madrid et au Casa de Campo. Le bataillon Dombrowski est quant à lui détaché auprès du cinquième Régiment d'Enrique Líster. Les combats contre les nationalistes durent dix jours pour la XIe Brigade, qui se retrouve rapidement dans l'obligation de concentrer ses efforts à la défense de la cité universitaire, débordée par les assaillants. Commence ainsi la bataille de la Cité universitaire de Madrid. Les combats sont sanglants : les républicains se servent des ascenseurs de l'hôpital San Carlos (alors en construction), pour envoyer des bombes aux nationalistes se trouvant aux étages supérieurs, et une compagnie entière du bataillon Dombrowski est décimée dans la défense de la casa de Velázquez. Malgré la victoire républicaine, la XIe Brigade internationale est ravagée, et doit être relevée par la XIIe Brigade. 

Timbre représentant Hans Kahle, nouveau commandant de la XIe Brigade

Les soldats de la XIe se reposent alors à Archena, et dans le même temps le matériel est réparé et les unités détruites reconstituées. Néanmoins, dès le 28 novembre, la brigade est renvoyée à Madrid, où a lieu un échange de bataillon : la XIIe Brigade cède le bataillon Thälmann à la XIe, qui en retour lui transmet le bataillon Garibaldi. Le commandant Manfred Stern quitte quant à lui l'unité, pour prendre le commandement de la division Kléber, qui regroupe dès lors les XIe et XIIe Brigades internationales, mais aussi les IIIe, Ve et Xe brigades mixtes espagnoles. C'est alors Hans Kahle qui prend la direction de la XIe Brigade. De nouveaux combats sont engagés dans la cité universitaire, au cours desquels est tué le commissaire politique Hans Beimler.

### Bataille de la route de La Corogne
Lors de la bataille de la route de La Corogne, les bataillons de la XIe Brigade sont placés en défense à Boadilla del Monte. Lors des affrontements contre les franquistes, les pertes sont nombreuses, d'autant plus que le bataillon Thälmann est confronté aux Panzers I de la Légion Condor. Après un court passage au repos, la XIe Brigade est de nouveau détachée, et lutte contre les troupes franquistes depuis Majadahonda. Les combats sont chaotiques, à cause d'un épais brouillard persistant sur le champ de bataille, et les gains territoriaux sont bien minces en comparaison des lourdes pertes. Finalement, la XIe Brigade doit se replier sur Murcie afin de se réarmer et de se réorganiser.
Dès le 3 janvier 1937, les franquistes retentent un assaut pour couper l'autoroute de La Corogne, et les bataillons de la XIe Brigade sont disséminés sur différents secteurs en renforts. Les bataillons Edgar André et Thälmann sont envoyées à Las Rozas, et celui Commune de Paris part en soutien à Pozuelo de Alarcón. Opposé aux troupes du général Luis Orgaz Yoldi, les républicains de la XIe Brigade font des ravages dans les rangs franquistes, et ne lâche pas un pouce de terrain, parfois au prix d'énormes pertes. 

### Batailles de Jarama et Guadalajara
Au commencement de la bataille du Jarama, la XIe Brigade est auréolée de gloire et se voit confier la défense de San Martín de la Vega. L'ensemble des bataillons se montrent exemplaire et parviennent à contenir l'offensive franquiste, exception faîte du bataillon Edgar André qui est mis en déroute avec la dispersion de ses membres.
Le 8 mars 1937, les troupes fascistes italiennes du Corpo Truppe Volontarie lancent l'offensive sur Guadalajara, débutant par la même occasion la bataille éponyme. La XIe Brigade est la première unité républicaine à venir en aide à la ville, mais face au nombre supérieur d'assaillants, elle perd énormément de terrain, et ne parvient à contenir les italiens soutenus par de nombreux chars d'assaut. Malgré tout, l'intervention a permis de ralentir les italiens, et de favoriser l'arrivée de renforts. Ludwig Renn réorganise alors la XIe Brigade, qui repousse ensuite les italiens lors de la contre-attaque républicaine.

### Bataille de Brunete
Le 31 mars 1937, Hans Kahle obtient le commandement de la 17e division républicaine (es), et se voit remplacer à la tête de la XIe Brigade par Richard Staimer.
Lors de la bataille de Brunete, en juillet 1937, la XIe Brigade est déployée sur le front, au côté des XIIe, XIIIe et XVe Brigades internationales. Elle doit tout d'abord défendre Quijorna, puis s'emparer des villes de Colmenarejo , Galapagar et Torrelodones. Néanmoins, elle ne parvient à atteindre ses objectifs, et laisse même près de 1 000 de ses soldats sur le champ de bataille.

### Offensive de Saragosse
Le 19 août 1937, la XIe Brigade internationale est dépêchée sur le front près de Saragosse pour prendre part à l'offensive républicaine. Quatre jours après son arrivée, elle perce les lignes franquistes au niveau de Mediana de Aragón, grâce à l'aide de nouveaux chars d'assaut. Néanmoins, cette victoire sera de courte durée, car l'unité piétine ensuite devant Fuentes de Ebro, au point où le commandant Richard Staimer est remplacé par Heinrich Rau, le 3 novembre 1937. Celui-ci emmène la XIe Brigade à Teruel, puis défend avec brio l'accès à Concud, le 29 décembre. Il mène la contre-attaque républicaine, qui se solde par un échec, et doit se retirer vers Masía del Chantre.
Entre le 5 et le 8 janvier 1938, la XIe Brigade lutte dans les environs de La Muela (une colline près de Teruel), puis près de Singra et de la rivière Alfambra. Le 9 mars, les franquistes lancent une contre-offensive, alors que l'unité est positionnée devant Codo. Elle doit se retirer précipitamment sur Albalate del Arzobispo puis sur Sierra del Vizcuerno (près de Caspe), car l'armée franquiste a percé le front républicain. La XIe Brigade est extrêmement diminuée, et se barricade à Favara. Elle y résiste vaillamment, et subit encore de lourdes pertes, avant de se replier pour traverser l'Èbre, afin de stopper l'avancée franquiste. 
Les conséquences de cette bataille sont d'une gravité extrême sur la XIe Brigade, et le bataillon Thälmann en est l'exemple parfait : sur ses 450 hommes originels, seuls 80 sont encore en état de combattre à la fin de l'offensive. De plus, le commissaire de ce bataillon, Artur Becker, est porté disparu, fait prisonnier par les franquistes.

### Bataille de l'Èbre
La XIe Brigade est réorganisée, mais il n'y a plus assez de volontaires étrangers pour la renflouer. C'est pourquoi des recrues espagnoles sont incorporées dans l'unité, qui conserve son statut de Brigade internationale, mais est en réalité maintenant composée en majorité de natifs espagnols. De surcroit, Ferenc Münnich remplace Heinrich Rau à la direction de l'unité, qui elle-même est intégrée dans la 35e division républicaine (es) du XVe corps d'armée républicain (es) de Manuel Tagueña.
Le 25 juillet 1938, la XIe Brigade traverse l'Èbre devant la ville d'Ascó, dont elle prend possession. Elle se dirige ensuite vers La Fatarella, dont elle s'empare aussi, et ne rencontre d'opposition franquiste qu'après avoir atteint le cimetière de la cité de Gandesa, où les franquistes opposent une résistance farouche. Afin de prendre la ville, les républicains se voient dans l'obligation de s'emparer du Puig de l'Àguila, ce dont la XIe Brigade est chargée lors des assauts du 16 août. Elle soutient par la même occasion la XVe Brigade internationale, embourbée dans d'éreintants combats.
Lors de la contre-attaque franquiste, l'unité parvient à défendre la Sierra de Pàndols (es), jusqu'à ce que l'ennemi se retire. Néanmoins, celui-ci revient vite, et la XIe Brigade est obligée de se retirer vers la Sierra de Cavalls, où elle réussit à stopper l'avancée franquiste.

### Dissolution
Le 22 septembre 1938, le président espagnol, Juan Negrín, ordonne le retrait des volontaires étrangers. La XIe Brigade internationale est alors réorganisé en une simple brigade mixte espagnole (la XIe Brigade mixte) commandée par Américo Brizuela (es), mais elle conservera en réalité bon nombre d'étrangers qui resteront jusqu'à la fin de la guerre d'Espagne, en 1939. L'unité couvrira le repli de l'armée républicaine à la fin de la bataille de l'Èbre, le 13 novembre 1938, puis elle sera détruite à La Granadella pendant l'offensive de Catalogne.

## Organisation

### Bataillons
Listes de bataillons ayant été attribués à la XIe Brigade internationale, ainsi que les nationalités de leurs membres :
- Bataillon Commune de Paris (français) ;
- Bataillon Edgar André (allemand, espagnol) ;
- Bataillon Garibaldi (italien et suisse) ;
- Bataillon Dombrowski (polonais, ukrainien et espagnol) ;
- Bataillon Asturies-Heredia (espagnol) ;
- Bataillon Thälmann (allemand, scandinave, espagnol) ;
- Bataillon du 6 février (franco-belge) ;
- Bataillon du 12 février (Autrichiens et espagnols) ;
- Bataillon Dimitrov (Balkans) ;
- Bataillon Abraham Lincoln (Américains et Canadiens) ;
- Bataillon Hans-Beimler (Allemands, néerlandais, espagnol).Les hommes du bataillon Edgar André

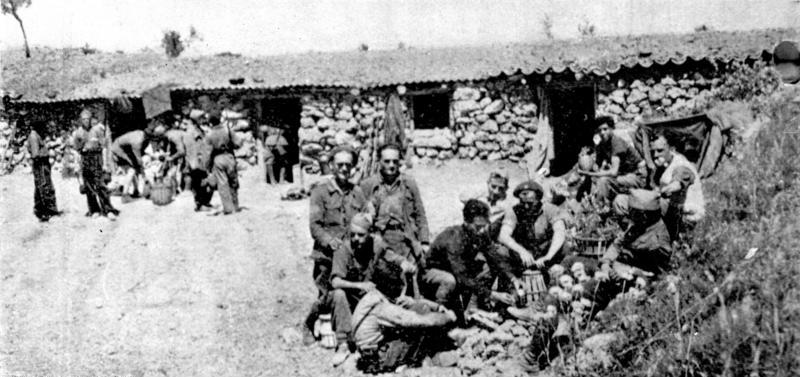
Les hommes du bataillon Edgar André